# Concepción Bellorín
Concepción Bellorín Naranjo (ur. 4 listopada 1980 w Badajoz) – hiszpańska judoka, uczestniczka igrzysk olimpijskich w Londynie.

## Igrzyska olimpijskie
Brała udział w zmaganiach w wadze do 57 kilogramów na igrzyskach w 2012 roku. W 1/16 turnieju trafiła na Węgierkę Hedvig Karakas, z którą przegrała 11:100, co wykluczyło ją z dalszej rywalizacji